# Daiane Conterato
Daiane Conterato (17 de octubre de 1990) es una modelo brasileña. 
Conterato hizo su debut en la pasarela en otoño de 2006 en el evento de Prada. durante 2006, apareció en la portada de L'Uomo Vogue y en editoriales en V, Vogue, The New York Times, la revista T, y Vogue Italia. Durante primavera 2007 abrió el evento de Alexander McQueen y también desfiló para Chanel. Durante ese año, apareció en anuncios de Marc Jacobs, Miss Sixty, Rebecca Taylor y en editoriales en Vogue Italia, British Vogue, y Dazed & Confused. En marzo de 2007, fue posicionada en el top 10 por Marie Claire.
Durante primavera 2008, Conterato abrió los eventoa de Alexandre Herchcovitch y Christopher Kane y cerró para Yohji Yamamoto. También desfiló en primavera 2008 incluyendo para Armani Privé, Christian Dior, Givenchy, y Jean Paul Gaultier. Durante otoño de 2008, abrió para Ann Demeulemeester y desfiló para Alexander McQueen, Balenciaga, Dries van Noten, Givenchy, y Miu Miu. Durante 2008, apareció en la portada de Tank Magazine y en una editorial de Elle. Durabte primavera 2009 abrió para Alexandre Herchovitch y Proenza Schouler y cerró para Ann Demeulemeester. en 2009, apareció en anuncios de Akris, en la portada de Vogue Brasil, y en una editorial de Grey#2 fotografiada por Bruno Aveillan
En primavera de 2013, Conterato se convirtió en una de las modelos de campaña de Christian Dior. Es favorita de Raf Simons en Jil Sander y ahora de Dior, de Miuccia Prada de Prada y Miu Miu, de Dries van Noten, habiendo desfilado para él en París por diecisiete años.